# Rodolphe Marconi
Rodolphe Marconi (Parigi, 4 settembre 1976) è un regista francese.
Rodolphe Marconi è anche un talent scout, che avviò la carriera di celebri attori francesi tra i quali Mélanie Laurent, Louis Garrel, Thibault Vinçon, Alysson Paradis e Jean-Denis Marcoccio.

## Biografia
Rodolphe Marconi studiò all'école nationale supérieure des beaux-arts. Inizia la sua carriera nel 1999 con il suo primo lavoro, il cortometraggio Stop, vincitore del Premio della giuria al Festival di Cannes 1999. Da allora ha realizzato diversi film tra i quali Ceci est mon corps (2001) e Le Dernier Jour (2004).

## Filmografia
- Stop (1999)
- Ceci est mon corps (2001)
- Défense d'aimer (2002)
- Le Dernier Jour (2004)
- Lagerfeld Confidentiel (2007)
- Basket et Maths (2009)

## Curiosità
- Tra il 1999 e il 2002 è stato residente a Villa Medici[2].